# Pontiac Phoenix
Der Pontiac Phoenix war ein Pkw-Modell der sogenannten compact-Klasse (untere Mittelklasse), das der US-amerikanische Automobilhersteller General Motors unter der Automobilmarke Pontiac vom Frühjahr 1977 bis Sommer 1984 produzierte.

## Phoenix (1977–1979)
Ab Frühjahr 1977 wurde der ehemalige Pontiac Ventura mit leichten kosmetischen Änderungen als Pontiac Phoenix weitergebaut.
An Modellangebot (zwei- und dreitüriges Coupé und viertürige Limousine) wie an Motorenauswahl (3,8-Liter-V6-Motor, 5,0- und 5,7-Liter-V8, auf Sonderwunsch auch 2,5 Liter-Vierzylinder-Reihenmotor) änderte sich dabei nichts.
Den Phoenix gab es in den Ausstattungsstufen Basis und LJ, letzteren nicht als Heckklappen-Coupé.

Die Produktion des Phoenix mit Hinterradantrieb lief Anfang 1979 aus; insgesamt wurden 125.555 Exemplare gebaut.

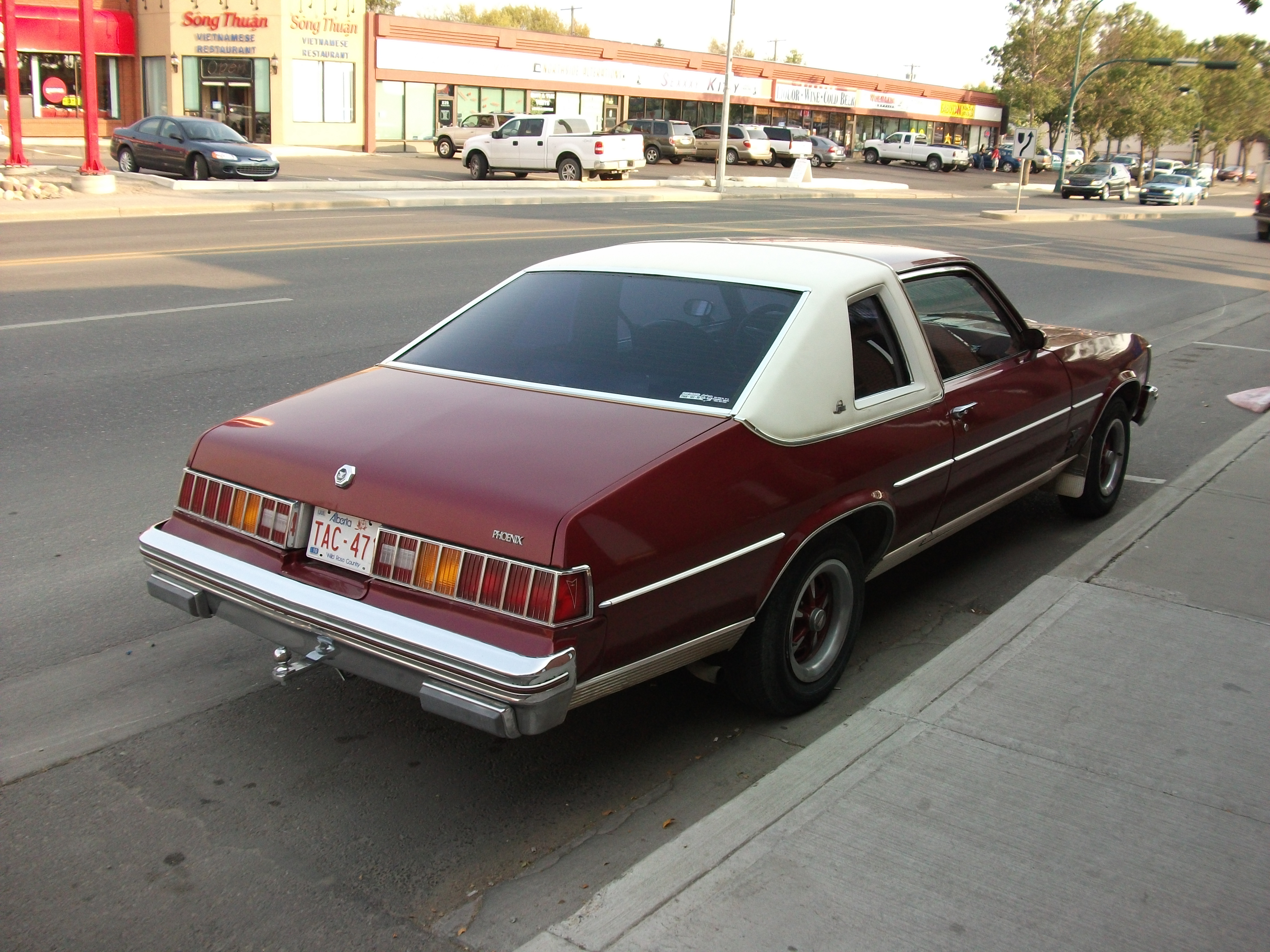
Heckansicht
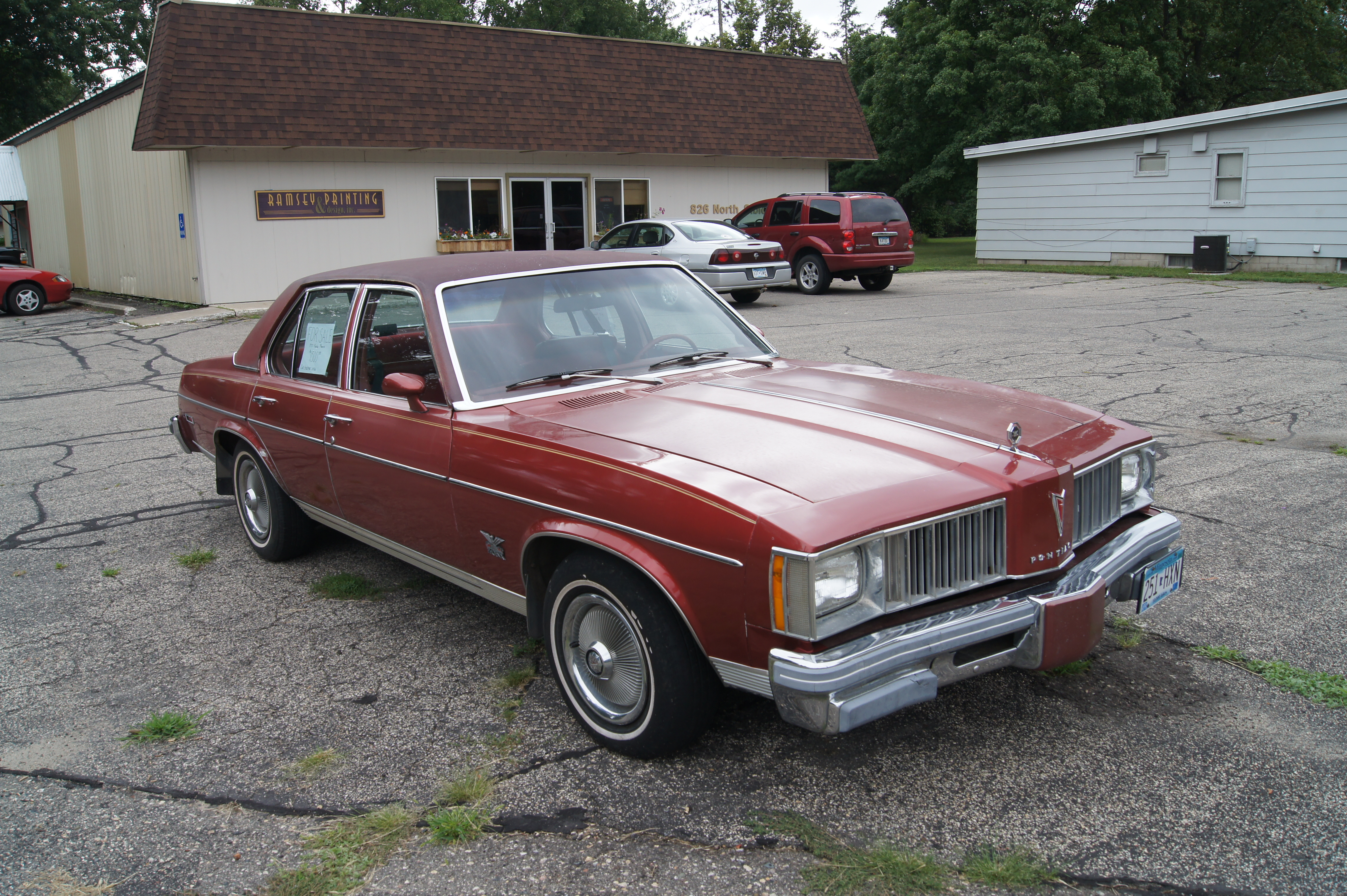
Limousine
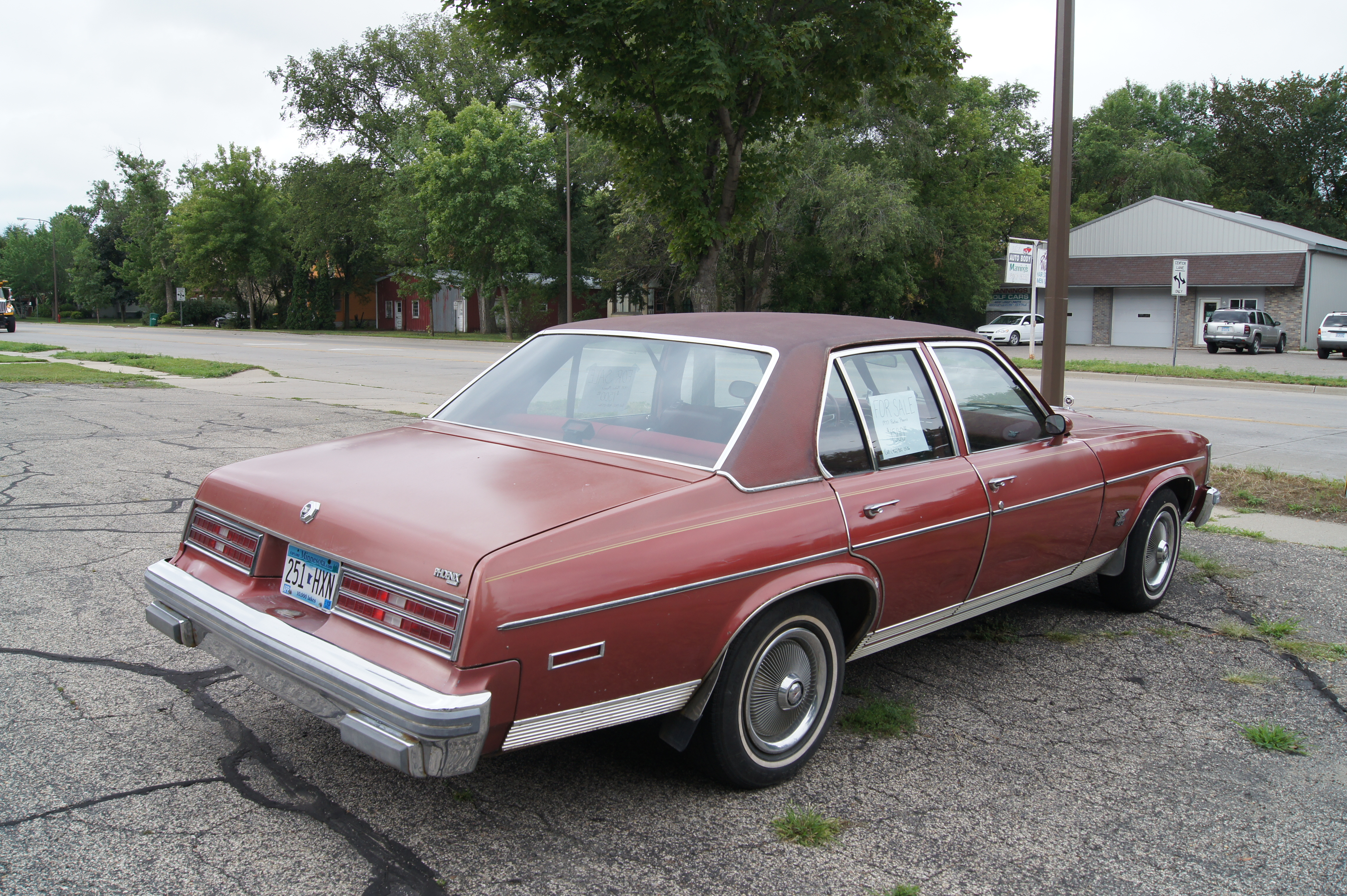
Heckansicht

## Phoenix (1979–1984)
Der Phoenix der zweiten Generation basierte auf der X-Plattform von General Motors mit Frontantrieb und war damit engstens verwandt mit Chevrolet Citation, Buick Skylark und Oldsmobile Omega. Gegenüber dem direkten Vorgänger war das neue Modell einen knappen halben Meter kürzer und etwa 400 Kilogramm leichter.

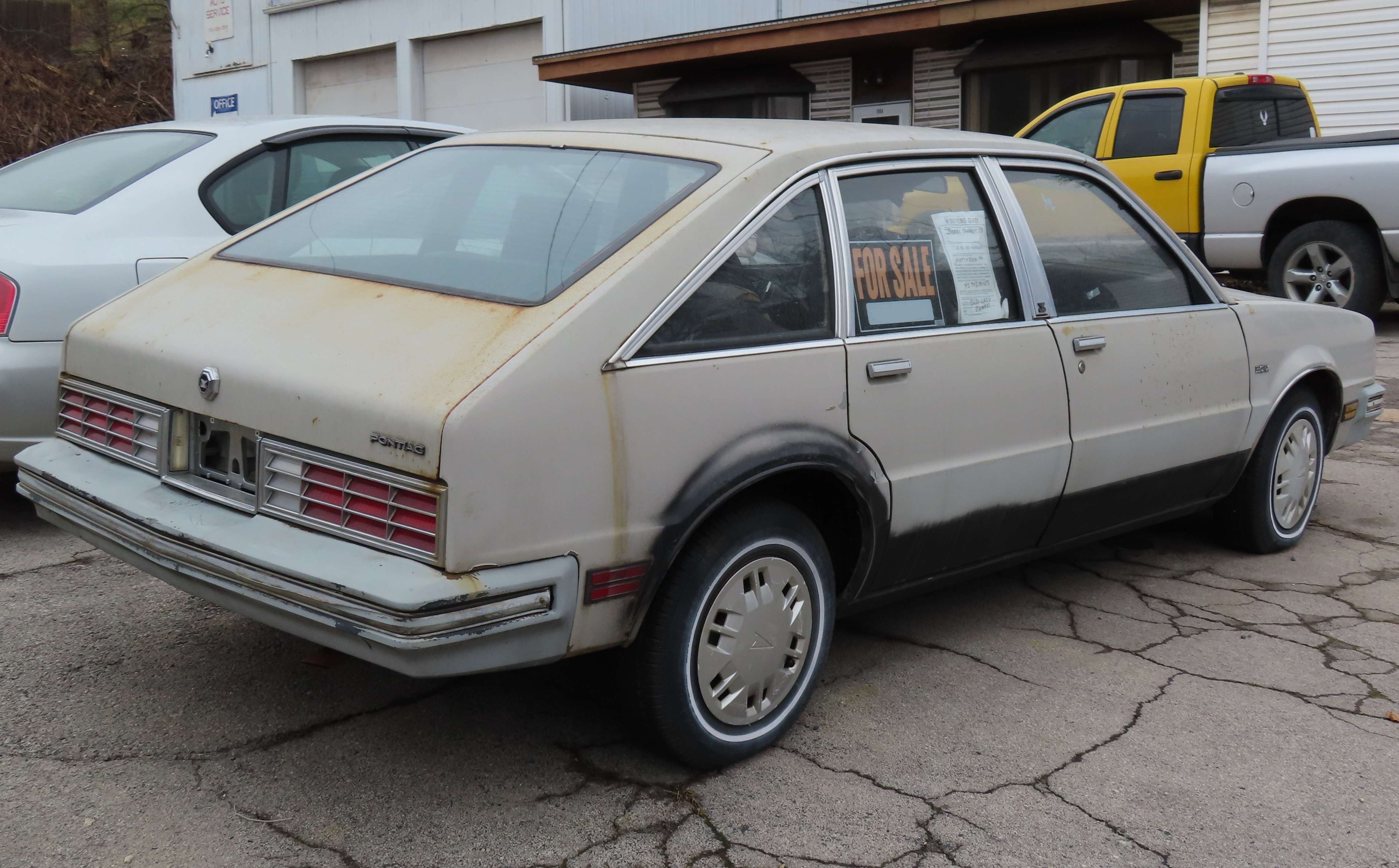
Heckansicht

Im Frühjahr 1979 erschien der neue, verkleinerte Phoenix, lieferbar als zweitüriges Stufenheckcoupé und fünftürige Fließheck-Limousine in den Ausstattungsversionen Basis und Phoenix LJ. Im Motorraum saß entweder ein von Pontiac produzierter 2,5-Liter-Vierzylinder mit 67 kW (91 PS) oder ein von Chevrolet stammender 2,8-Liter-V6 mit 83 kW (112 PS), jeweils mit Viergang-Schaltgetriebe oder Dreigangautomatik kombinierbar.
Ab Modelljahr 1982 war für die neue Modellvariante Phoenix SJ der 2,8-Liter-V6 auch in Hochleistungsausführung mit 97 kW (132 PS) lieferbar, zugleich erhielt der Vierzylinder eine Saugrohr-Einspritzung. 1983 wurde, wie fast jedes Jahr, der Grill leicht geändert, im letzten Modelljahr 1984 entfiel der SJ-Fünftürer.
Der Phoenix war, wie seine Schwestermodelle Citation, Skylark und Omega bei deutschen Opel/GM-Händlern erhältlich.
Vom Phoenix der zweiten Generation entstanden bis Sommer 1984 insgesamt 405.000 Exemplare, darunter lediglich 2.988 SJ.